# Skalmen fyr
Das Skalmen fyr ist ein Leuchtfeuer an der westnorwegischen Küste in der Gemeinde Smøla im Fylke Møre og Romsdal.

Der erste Leuchtturmwärter auf Skalmen fyr, Anton Lund (1864–1945), war als Erster Steuermann Teilnehmer an der Gjøa-Expedition unter der Leitung von Roald Amundsen. Die Gjøa durchfuhr im Jahr 1906 als erstes Schiff die Nordwestpassage.